# André Egli
André "Andy" Egli, född 8 maj 1958, är en schweizisk före detta fotbollstränare och professionell fotbollsspelare som spelade mittback för fotbollsklubbarna Grasshopper, Borussia Dortmund, Neuchâtel Xamax och Servette mellan 1977 och 1994. Han vann fyra ligamästerskap (1981–1982, 1982–1983, 1983–1984 och 1989–1990) och schweiziska cuper (1982–1983, 1987–1988, 1988–1989 och 1989–1990) vardera med Grasshopper. Egli vann dock ytterligare ett ligamästerskap, det var säsongen 1993–1994 när han spelade för Servette. Han spelade också 79 landslagsmatcher för det schweiziska fotbollslandslaget mellan 1979 och 1994.
Efter den aktiva spelarkarriären var han tränare för Thun, Luzern, Mannheim, Aarau, Zofingen, Biel-Bienne och Busan Ipark.